# Dinklageella
Genre
Dinklageella est un genre d'Orchidées originaires d'Afrique.

## Liste d'espèces
Selon Catalogue of Life (21 décembre 2018) :
- Dinklageella liberica Mansf.
- Dinklageella minor Summerh.
- Dinklageella scandens Stévart & P.J.Cribb
- Dinklageella villiersii Szlach. & Olszewski

Selon The Plant List (21 décembre 2018) :
- Dinklageella liberica Mansf.
- Dinklageella minor Summerh.
- Dinklageella scandens Stévart & P.J.Cribb
- Dinklageella villiersii Szlach. & Olszewski

Selon Tropicos (21 décembre 2018) (Attention liste brute contenant possiblement des synonymes) :
- Dinklageella liberica Mansf.
- Dinklageella minor Summerh.
- Dinklageella scandens Stévart & P.J. Cribb
- Dinklageella villiersii Szlach. & Olszewski